# Першая Слободка
Першая Слободка (бел. Пе́ршая Слабо́дка) — деревня в Копаткевичском сельсовете Петриковского района Гомельской области Беларуси.

## География

### Расположение
В 37 км на северо-восток от Петрикова, 16 км от железнодорожной станции Птичь (на линии Лунинец — Калинковичи). 173 км от Гомеля.

### Гидрография
На реке Птичь (приток реки Припять).

## Транспортная сеть
Транспортные связи по просёлочной, затем автомобильной дороге Лунинец — Гомель. Планировка состоит из 2 прямолинейных, плотно расположенных между собой улиц, ориентированных с юго-востока на северо-запад, к которым на севере присоединяются 4 короткие улицы. Застройка преимущественно деревянная усадебного типа.

## История
По письменным источникам известна с начала XIX века как деревня в Мозырском уезде Минской губернии. Согласно переписи 1897 года действовали часовня, хлебозапасный магазин. В 1908 году в Копаткевичской волости Мозырского уезда Минской губернии. В 1914 году открыта школа, которая размещалась в наёмном крестьянском доме. В 1930 году организован колхоз. Во время Великой Отечественной войны в июле 1943 года оккупанты сожгли 205 дворов и убили 50 жителей. 77 жителей погибли на фронте. Согласно переписи 1959 года в составе совхоза «Копаткевичи» (центр — городской посёлок Копаткевичи).

## Население

### Численность
- 2009 год — 173 жителей

### Динамика
- 1834 год — 24 двора, 134 жителя.
- 1897 год — 74 двора, 456 жителей (согласно переписи).
- 1908 год — 90 дворов, 796 жителей.
- 1921 год — 127 дворов.
- 1925 год — 161 двор.
- 1940 год — 210 дворов, 670 жителей.
- 1959 год — 467 жителей (согласно переписи).
- 2004 год — 106 хозяйств, 256 жителей.
- 2009 год — 173 жителей[2]

## Известные лица
- Беляцкий Петр Андреевич (10.07.1929 — 22.03.1989) — участвовал в разминировании после Великой Отечественной войны. Герой-разминер.